# Hedina Sijerčić
Hedina Tahirović-Sijerčić (Sarajevo, 11 de noviembre de 1960) es una periodista, locutora, traductora, poetisa e investigadora lingüística romaní bosnia. Fue la primera productora de cine y televisión de origen romaní en Bosnia-Herzegovina.

## Trayectoria
Tahirović-Sijerčić nació en Sarajevo el 11 de noviembre de 1960 y pertenece al pueblo gurbeti romaní. En 1985 se graduó en periodismo en la Universidad de Sarajevo y obtuvo un título adicional en enseñanza en la Universidad de Tuzla. También obtuvo un diploma de Magister en el Centro de Estudios Interdisciplinarios de Posgrado y Estudios de Género de la Universidad de Sarajevo. Tras emigrar a Canadá, obtuvo un título adicional de profesora en el Ontario College of Teachers.
En la década de 1980, Tahirović-Sijerčić se convirtió en una reconocida locutora de radio y televisión en Bosnia-Herzegovina. De 1986 a 1992, fue la redactora jefe del programa de radio Lačho džive, Romaleni (Que tengáis un buen día, pueblo gitano) y entre 1991 y 1992, presentó Malavipe (Encuentros), un programa de TV Sarajevo. Fue la primera productora de cine y televisión de origen romaní en Bosnia-Herzegovina. Trabajó para establecer los derechos del pueblo romaní, con la Unión Romaní Internacional.
En la década de 1990, emigró a Alemania y posteriormente a Canadá, y desde entonces se ha dedicado a apoyar los derechos del pueblo romaní y a preservar y archivar la cultura romaní. En la década de 1990, tras su emigración a Canadá, comenzó a dar clases en el Consejo Escolar del Distrito de Toronto, al tiempo que escribía ficción y poesía. 
En 1989, fue escritor/editor de dos películas documentales: Adjive Romen y Karankoci-Koci. En 1991, Hedina ha traducido la película Ratvali bijav ("Boda de Sangre") por García Lorca de romaní a serbio. En 1999, fue el editor jefe y uno de los autores contribuyentes en el folleto Kanadake Romane Mirikle ("Perlas romaní de Canadá"). Hedina es el autor del libro Romany Lagends ("Leyendas romaní") con textos en inglés y alemán (2004). En 2007 publicó la colección de poemas Dukh ("Dolor").
Tahirović-Sijerčić también escribe obras de no ficción, y se ha centrado especialmente en la documentación de la cultura romaní y la investigación del dialecto gurbeti. Ha publicado tres colecciones de cuentos populares y folclore romaní, varios diccionarios del dialecto gurbeti, una biografía de su padre y una autobiografía. Ha enseñado lengua, cultura y literatura romaní en la Universidad de Zagreb. Sus libros publicados incluyen obras escritas en gurbeti, bosnio e inglés. Ha escrito cinco libros infantiles y dos volúmenes de poesía. Su obra ha sido galardonada con varios premios, entre ellos el Premio Ferenc Sztojka, la Pluma de Oro de Papusza y el Premio a la Libertad del Centro Internacional de la Paz de Sarajevo. Ha traducido sus propios escritos al inglés y al alemán, además de editar antologías de obras traducidas de escritores gitanos. De 1998 a 2001 fue la redactora jefe de Romano Lil, una revista para gitanos canadienses.
En 2009, fue objeto de un documental, Hedina, sobre su vida, dirigido por Zoran Kubura. En 2014, fue nombrada miembro de un comité de expertos para asesorar al Consejo de Europa sobre la Carta Europea de las Lenguas Regionales y Minoritarias en Bosnia y Herzegovina.
Habla varios idiomas, entre ellos el bosnio (serbio, croata y montenegrino), el romaní (gurbeti), el inglés y el alemán.

## Reconocimientos
- 2011: Premio Libertad (Nagrada Sloboda) del Centro Internacional para la Paz de Sarajevo[4]
- 2011: The Ferenc Sztojka Prize de Zagreb, Croacia[3]
- 2010: The Golden Pen of Papusza en Tarnow, Poland[4]
- 2009: Premio del Libro, la XXI Feria del Libro de Sarajevo[4]